# Zone umide a ovest del Fiume Astura
Zone umide a ovest del Fiume Astura este o arie protejată (arie specială de conservare — SAC, sit de importanță comunitară — SCI) din Italia întinsă pe o suprafață de 28 ha, integral pe uscat.

## Localizare
Centrul sitului Zone umide a ovest del Fiume Astura este situat la coordonatele 41°25′05″N 12°46′14″E / 41.418056°N 12.770556°E.

## Înființare
Situl Zone umide a ovest del Fiume Astura a fost declarat sit de importanță comunitară în iunie 1995 pentru a proteja 7 specii de animale. Situl a fost protejat și ca arie specială de conservare în decembrie 2016.

## Biodiversitate
Situată în ecoregiunea mediteraneană, aria protejată conține 1 habitat natural: Iazuri temporare mediteraneene.
La baza desemnării sitului se află mai multe specii protejate:
- păsări (5): pescăruș albastru (Alcedo atthis),  prundaș gulerat mic (Charadrius dubius), erete vânăt (Circus cyaneus), stârc pitic (Ixobrychus minutus), sfrâncioc roșiatic (Lanius collurio)
- pești (1): Rutilus rubilio
- reptile (1): țestoasa de baltă (Emys orbicularis)

Pe lângă speciile protejate, pe teritoriul sitului au mai fost identificate 1 specie de plante, 1 specie de nevertebrate, 1 specie de pești.